# Chiara Sambuchi
Chiara Sambuchi (* 1975 in Pesaro) ist eine italienische Journalistin und Regisseurin.

## Biografie
In Pesaro absolvierte Chiara Sambuchi das Musikkonservatorium „Gioacchino Rossini“ und erwarb ihren Abschluss im Fach klassische Gitarre. Sie studierte Philosophie an der „Università degli studi di Bologna“, erhielt 1998 von ihrer Universität ein Forschungsstipendium und zog nach Berlin. Nach dem Abschluss ihres Studiums arbeitete sie im RAI-Korrespondentenbüro in Berlin und war später Mitbegründerin der Produktionsfirma LAVAFILM. Seit 2002 arbeitet sie als Autorin und Regisseurin von Dokumentarfilmen und Reportagen für öffentlich-rechtliche deutsche Fernsehsender.
Viele ihrer Filme sind internationale Koproduktionen für Fernsehen und Kino.
Für ihre Reportage der Sendereihe 37° „Meine Welt hat Tausend Rätsel“ gewann sie 2008 den Axel-Springer-Preis für junge Journalisten.„Auf der Flucht. Wenn Kinder spurlos verschwinden“ über die verschwundenen minderjährigen Flüchtlinge in Europa erhielt 2018 eine lobende Erwähnung beim Prix Media „Enfance Majusule“, wurde für den Prix Europa 2017 als bester Dokumentarfilm des Jahres in der Kategorie IRIS nominiert und in zehn Ländern ausgestrahlt.
Ihre Dokumentarfilme „Wrong Planet“, „Good morning Africa!“, „Die Stadt der Frauen, heute“ und „Die Viagra-Tagebücher“ wurden ausgezeichnet und auf vielen internationalen Festivals aufgenommen.
Sie kooperiert mit NGOs als Filmemacherin und Dozentin bei Workshops und Seminaren über Filme und Menschenrechte.

## Filmografie
- 2025: The Srebrenica Tape - From Dad, for Alisa (Regie; Drehbuch)
- 2020: The deal (AT, in Produktion)
- 2020: Das System Italien (AT, in Produktion)
- 2020: Allein gegen das Stahlwerk. Die Giftschleuder von Tarent.
- 2019: Die Geister, die ich rief
- 2019: The Oba’s release
- 2019: Den Tod im Auge
- 2018: Rom räumt auf
- 2017: Menschenhandel in Turin
- 2016: Die Viagra-Tagebücher
- 2015: Auf der Flucht. Wenn Kinder spurlos verschwinden
- 2014: Palast der Gestrandeten
- 2014: Europa oder Tod
- 2012: Die Jagd nach Land
- 2012: Die Reise nach Mumbai
- 2011: Talente für Deutschland
- 2012: Die Stadt der Frauen, heute
- 2010: Valerias Reise über die Anden
- 2010: Väter wider Willen
- 2010: Good morning Africa!
- 2009: Ein Laptop gegen die Armut
- 2008: Wrong planet
- 2008: Hendriks Welt
- 2008: Meine Welt hat Tausend Rätsel
- 2007: Sophias neue Welt
- 2006: Die Bagdadbahn (Koautorin)
- 2006: Mitbestraft
- 2006: Ist heute Dienstag oder Mai?
- 2005: Fremde Nachbarn
- 2003: Alptraum Irak. Zusammengeflickt und zurück an die Front
- 2002: Das Gewissen der Welt

## Auszeichnungen
- Auf der Flucht. Wenn Kinder spurlos verschwinden: Lobende Erwähnung „Enfance Majuscule Prix Media“ Nominierung für Prix Europa 2017 für die beste TV-Reportage (Kategorie: Iris).
- Die Stadt der Frauen, heute: „Lobende Erwähnung“, International Women Film Festival, LA
- Meine Welt hat Tausend Rätsel: Erster Preis der Axel Springer Akademie
- Mitbestraft: Lobende Erwähnung der Axel Springer Akademie
- Das Gewissen der Welt: Silver Award, Film Festival „Prix Leonardo“, Parma, Italien